# Primolius
Primolius Bonaparte, 1857 è un genere di uccelli della famiglia degli Psittacidi che comprende tre specie originarie del Sudamerica.

## Descrizione
Sono pappagalli di colore prevalentemente verde, ma nello specifico la loro colorazione è più complessa, dato che consiste anche di zone azzurre, rosse e gialle. Hanno una coda lunga, un grosso becco ricurvo e la zona di pelle nuda sulla faccia tipica delle are in generale. Essendo lunghe meno di 50 cm, sono molto più piccole delle specie del genere Ara. Colloquialmente, per indicare le specie di ara lunghe meno di 50 cm, quindi anche quelle del genere Primolius, si utilizza il termine «mini-ara».

## Tassonomia
Il genere Primolius Bonaparte, 1857 comprende tre specie monotipiche:
- Primolius auricollis (Cassin, 1853) - ara dal collare
- Primolius couloni (Sclater, 1876) - ara testablu
- Primolius maracana Vieillot, 1816 - ara aliblu

| Primolius                              | Primolius | Primolius | Primolius  |
| Nome comune e scientifico              | Immagine  | Descrizione | Areale     |
| -------------------------------------- | --------- | --- | ---------- |
| Ara dal collare (Primolius auricollis) |           | Lunga 38 cm, di colore base verde, presenta una fascia gialla sul retro del collo; le penne della coda, rosse alla base, assumono toni verdi e azzurri; la fronte è marrone scura o nera, le zampe rosa e il becco grigio scuro con la punta di un grigio più chiaro. | Sudamerica |
| Ara testablu (Primolius couloni)       |           | Lunga 41 cm, di colore base verde, ha la testa, le remiganti e le copritrici primarie azzurre. La coda è color amaranto alla base, verde al centro e azzurra all'estremità. Il sottocoda e il sottoala sono giallo-verdastri. Il becco è di color corno-grigiastro chiaro con la punta nera. Diversamente dalla maggior parte delle altre are, ha la pelle glabra della faccia di color grigiastro scuro. | Sudamerica |
| Ara aliblu (Primolius maracana)        |           | Lunga 40 cm, di colore base verde, ha il lato superiore delle ali azzurro e quello inferiore giallastro, la punta della coda, la corona e le guance bluastre, la base della coda e una macchia sul ventre rosse. L'iride è color ambra. L'area di pelle glabra sulla faccia è giallastra, ma può essere anche bianca in alcuni esemplari in cattività, e il becco è tutto nero.                           | Sudamerica |